# Locomotora del LNER Clase A4 n.º 4468 "Mallard"

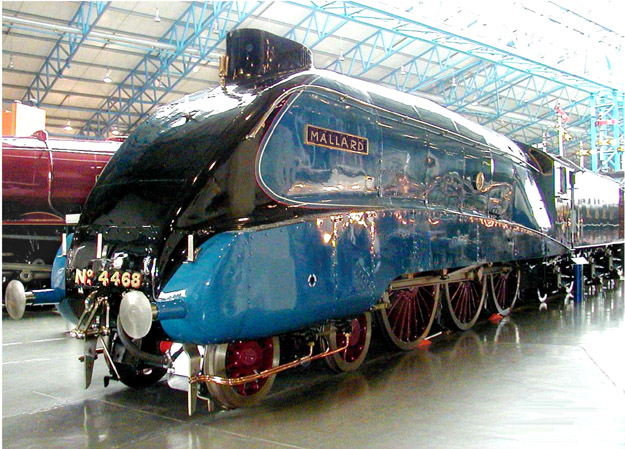
Locomotora Mallard.

La locomotora Mallard Nº 4468 es una locomotora de vapor clase A4 de las líneas férreas London and North Eastern Railway de Inglaterra. Fue construida en los talleres de Doncaster, Inglaterra en 1938 siendo su tipo 4-6-2 (Pacific). A pesar de ser típica dentro de su categoría, es relevante desde el punto de vista histórico por poseer el récord de velocidad para locomotoras a vapor.
La Mallard fue diseñada como locomotora para trenes expresos por Sir Nigel Gresley, su forma aerodinámica probada en túnel de viento estaba capacitada para alcanzar velocidades mayores a los 160 km/h. La Mallard estuvo en servicio hasta 1963 después de haber recorrido 2,4 millones de km.
En la década de 1980, la locomotora fue restaurada y puesta en estado operativo, pero ha sido operada en contadas ocasiones, actualmente pertenece a la colección del National Railway Museum en York, Reino Unido.
La locomotora mide aproximadamente 21 m de largo y pesa 165 toneladas (con el ténder incluido), está pintada de azul típico del LNER con ruedas en rojo y llantas en color acero.

## Récord
La Mallard posee el récord oficial de velocidad para una locomotora a vapor de 202,58 km/h. El récord fue obtenido el día 3 de julio de 1938, en un trayecto de la East Coast Main Line en una pendiente en leve bajada, rompiendo el récord de la locomotora alemana DRG Clase 05 002 en 1936 de 200,4 km/h.
La locomotora era el vehículo perfecto para el emprendimiento; fue diseñada para trabajar a velocidades sostenidas de 160 km/h, debido a: una de las pocas con sistema de doble chimenea para mejorar la salida de los gases a alta velocidad, diseño de tres cilindros para aumentar la estabilidad y ruedas tractoras de 2,032 m de diámetro para obtener las máxima velocidad posible en su época. Además la Mallard tenía 5 meses de uso por lo que ya estaba suficientemente usada pero no desgastada en sus partes mecánicas.

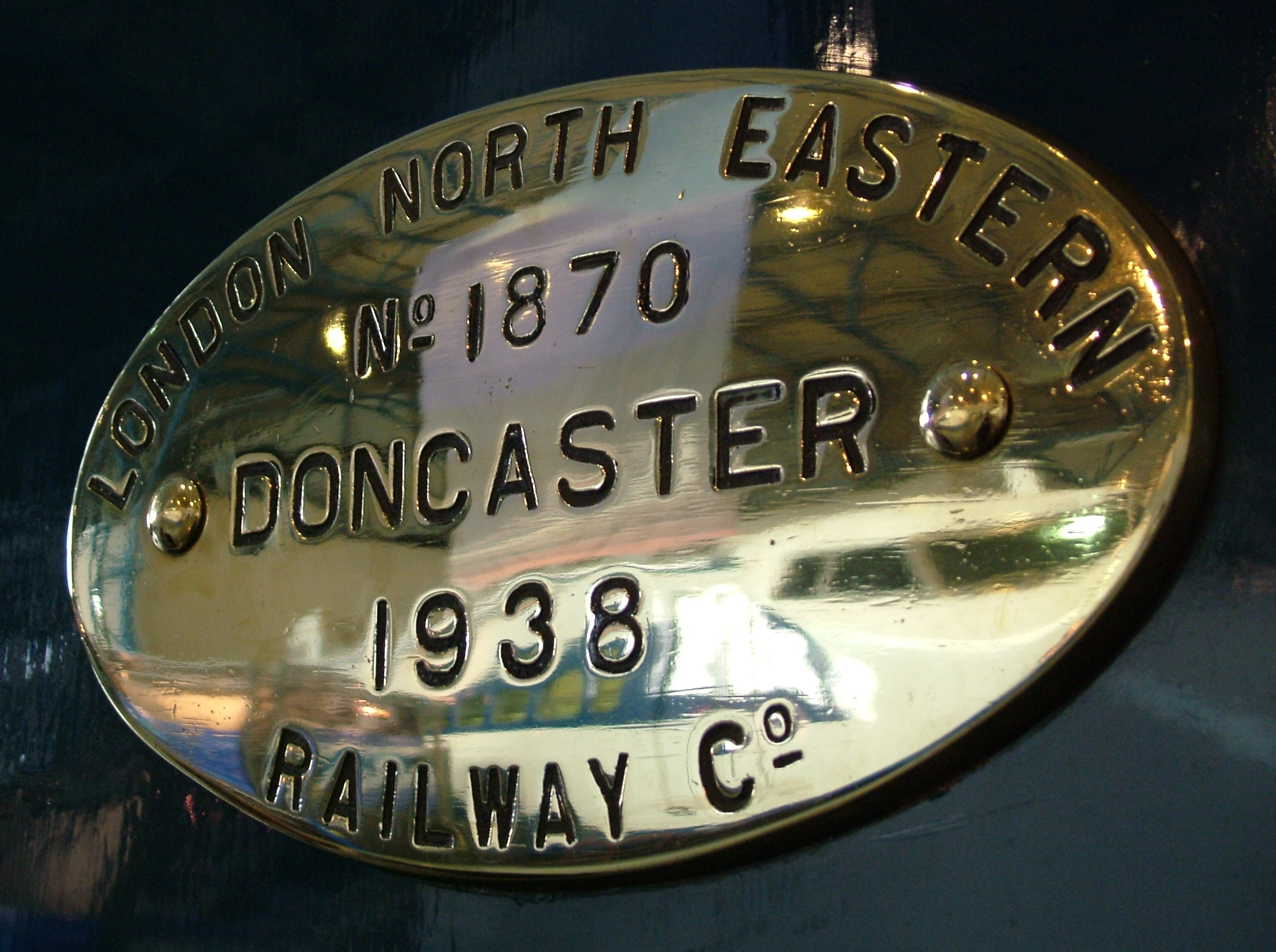
Mallard: Placa de fábrica Nº 1870.

El récord fue alcanzada en un tramo de vía en gradiente descendiente en Stoke Bank, el tren estaba formado por la locomotora, seis vagones y un vagón dinamómetro en la cola, el vagón dinamómetro es un vagón adaptado con instrumentos para medir diferentes parámetros. En este caso los instrumentos registraron un velocidad momentánea máxima de 203 km/h.

## Reclamos rivales
El mallard es un tren de vapor de la LNER y es primo del 'Escocés Volador' ( tren de vapor más famoso de mundo ).
El récord de la Mallard nunca fue oficialmente excedido, a pesar de que la locomotora alemana DRG Clase 05, alcanzó dos años antes la velocidad de 200,4 km/h, en un tramo horizontal entre Hamburgo y Berlín. El reclamo se originó debido a que el récord de la Mallard ocurrió en un tramo descendiente no horizontal, aunque para récord de velocidades sobre rieles, no se toman en cuenta posibles asistencias de factores como la pendiente o el viento.
Otro de los reclamos es que la DRG Clase 05, terminó intacta de la prueba, en cambio la Mallard sufrió recalentamientos en ciertas partes mecánicas y por lo cual tuvo que ser llevada a talleres después de la experiencia.

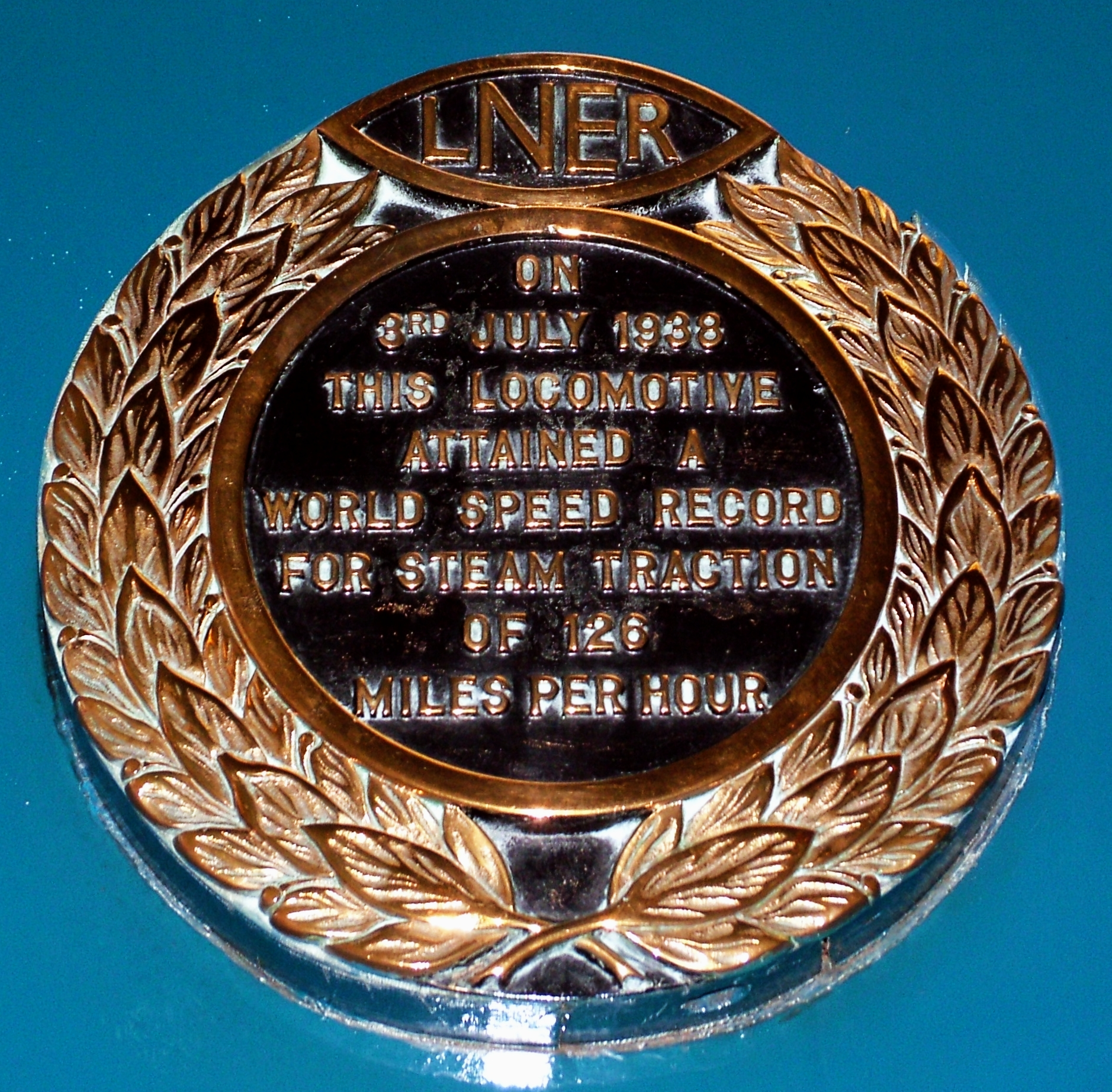
Mallard: Placa de récord.

Existen reportes sobre locomotoras Norteamericanas que alcanzaron mayores velocidades, pero ninguno de esos récord fue documentado oficialmente. Entre las locomotoras que pueden haber excedido los 203 km/h están el prototipo PRR S1 del Pennsylvania Railroad y las locomotoras Clase F7 del Milwaukee Road.
De todas maneras, a pesar de los reclamos, el récord permanece para la Mallard donde una placa colocada en ella conmemora el hecho; en todo caso, Sir Gresley planeaba otra prueba para septiembre de 1939 pero el comienzo de la Segunda Guerra Mundial no lo hizo posible.

## Especificaciones técnicas

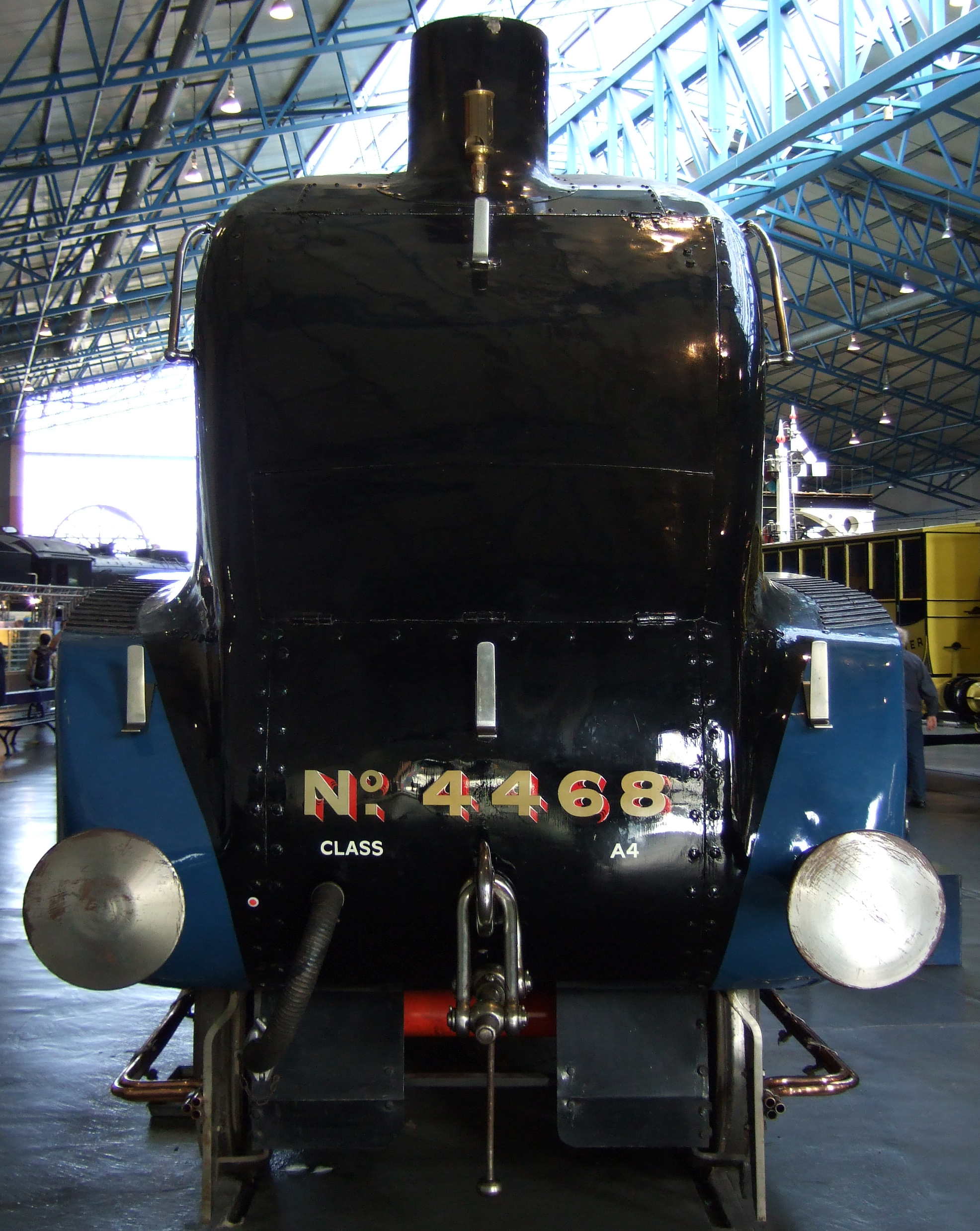
Vista frontal de la Mallard.

La Mallard fue puesta en el tráfico el 3 de marzo de 1938, fue la primera A4 en ser armada con el sistema Kylchap de doble extracción, uno de los motivos por el cual fue elegida para intentar romper el récord de velocidad en julio de 1938.
La locomotora lució diferentes estilos de pintura: originalmente azul con numeración 4468 del LNER, durante la guerra fue de color negro, después de la guerra azul otra vez (pero con numeración 22), y al pasar a manos de British Railways se numeró 60022 y fue pintada de color verde, el cual conservó hasta su fin de servicio en 1963. Al restaurarla se devolvió su color azul original.
Como todas las A4, fue construida con guardarruedas y molduras aerodinámicas, pero durante la guerra tuvieron que ser quitados para facilitar el mantenimiento, aunque los recuperó después de la guerra.
Durante su vida en servicio estuvo asignada a tres depósitos: Doncaster, Grantham y Kings Cross.